# Freiroda (Naumburg)
Freiroda ist ein Ortsteil der Stadt Naumburg im Burgenlandkreis in Sachsen-Anhalt.

## Lage
Freiroda liegt südwestlich des Dorfes Saaleck gleich hinter den bewaldeten Saaleanhöhen auf einer höheren Etage im Gelände nördlich von Crölpa-Löbschütz. Ab hier beginnt ein größeres Ackerbaugebiet um Flemmingen und Prießnitz.

## Geschichte
Im Jahr 1350 wurde Freiroda erstmals urkundlich genannt. Der Ort stand ursprünglich mit der benachbarten Rudelsburg in Verbindung, wenngleich er ein eigenes Lehn- und Rittergut war. Dieses war zunächst im Besitz der Bischöfe von Naumburg als Oberlehnsherren, danach gehörte es den Burggrafen von Kirchberg, später den Grafen aus dem Haus Reuß, welche es als Afterlehen an Untervasallen verliehen. 1581 kamen die Rudelsburg und Freiroda an die Herren von Osterhausen und 1671 an die Familie von Kreutzen. Bis zu deren Aussterben im Jahr 1774 war Freiroda reichsunmittelbar, danach war die Landeshoheit zwischen dem Kurfürstentum Sachsen und dem Herzogtum Sachsen-Gotha-Altenburg strittig, bis sie endgültig dem ernestinischen Herzogtum Sachsen-Altenburg zugeteilt wurde. Freiroda gehörte seitdem zum wettinischen Amt Camburg und kam mit diesem im Jahr 1826 als Teil der Exklave Camburg vom Herzogtum Sachsen-Gotha-Altenburg zum Herzogtum Sachsen-Meiningen. Von 1922 bis 1939 gehörte der Ort zur Kreisabteilung Camburg, anschließend bis 1948 zum thüringischen Landkreis Stadtroda, danach kurzzeitig zum Landkreis Jena.
Bei der Gebietsreform von 1952 in der DDR kam der Ort an den  Kreis Naumburg im Bezirk Halle, wodurch seine Zugehörigkeit zu Thüringen endete. Am 1. September 1965 wurde der Ort in Crölpa-Löbschütz eingemeindet. Diese Gemeinde wurde am 1. Januar 2010 Teil von Naumburg. 2012 lebten 124 Personen in dem Dorf am Rande des Naturpark Saale-Unstrut-Triasland.